# Adina Diaconu
Adina Mihaela Diaconu (n. 14 octombrie 1999, Slatina, Olt, România) este o jucătoare română de tenis de masă. Din ianuarie 2024 ocupă locul 47 în clasamentul ITTF.

## Carieră
În 2015 și 2016 a făcut parte din echipa de juniori a României care a câștigat medalii de aur la Campionatele Europene de tenis de masă.
În 2019 ea a devenit campioană europeană cu echipa României. În 2021 și 2023 româncele au obținut medalia de argint. La Jocurile Europene de la Cracovia au câștigat medalia de aur. În proba de dublu feminin Adina Diaconu a obținut medalia de bronz la Europenele din 2022 cu partenera din Spania María Xiao.
În 2024 a participat la Jocurile Olimpice de la Paris.